# Eladio Rodríguez

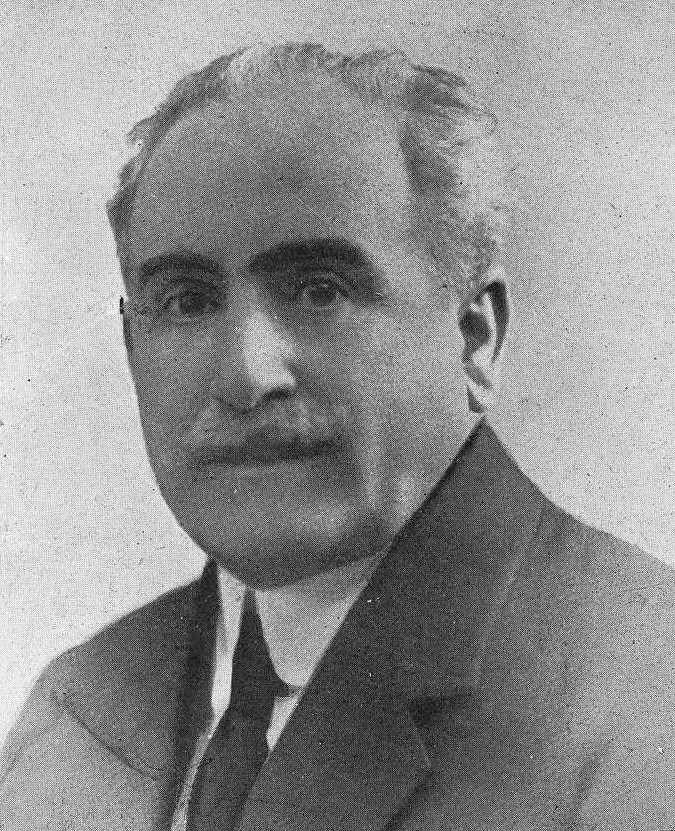
Eladio Rodríguez.

Firma de Eladio Rodríguez.

Eladio Rodríguez González (parroquia, San Clodio, Leiro, provincia de Orense, 27 de julio de 1864 - La Coruña, Galicia, 14 de abril de 1949) fue un lexicógrafo y escritor español en lengua gallega y española. Fue uno de los cuarenta miembros numerarios fundadores de la Real Academia Gallega la cual presidió entre 1926 y 1934. También fue el autor de un diccionario, el «Diccionario enciclopédico gallego-castellano», al que le dedicó toda su vida, muy valorado por su contenido etnográfico que fue editado póstumamente.

## Trayectoria

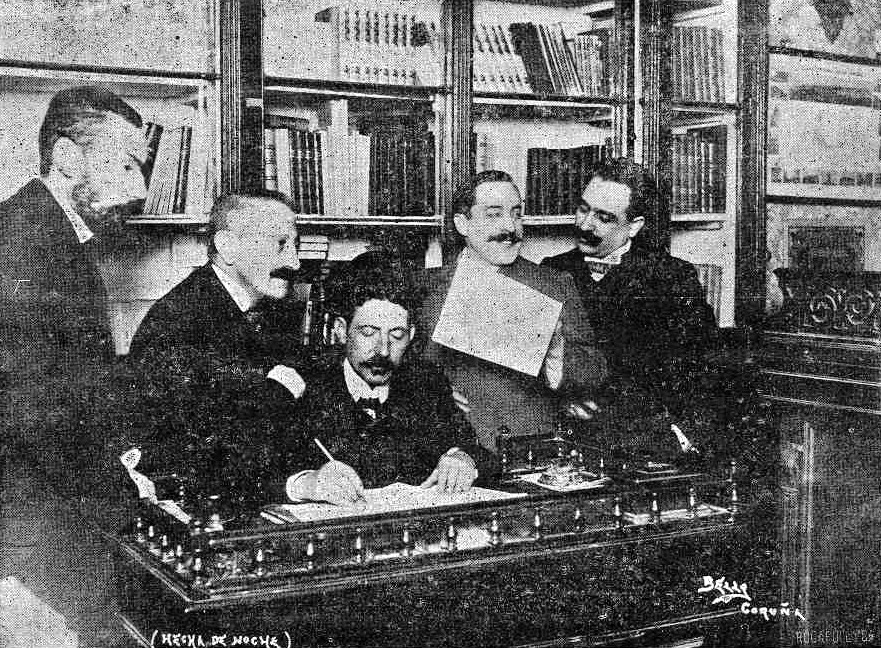
Consejo de redacción de la Revista Gallega, Eladio Rodríguez es el que está más a la derecha.

De muy niño marchó a vivir con un tío suyo en La Coruña. Volvió de nuevo a su lugar de nacimiento, y luego trabajó como funcionario municipal en la Coruña (1888-1937), lo que compaginaba con el periodismo y la poesía. Sus primeras composiciones poéticas conocidas datan de 1886, A noite de San Xoán y el poema largo O puzo do Lago, leyenda recogida en las aldeas de las parroquias de san Martiño de Lago, Stª Mª de Amarante y Santo Tomé de Maside capitalidad del municipio del mismo nombre. Baste recordar que don Eladio publicó antes de 1886 la leyenda ‘O Puzo do Lago’ obra en gallego premiada con la pluma de plata en el certamen poético de Betanzos de 1886, y que por algo dedicó a su colega a su amigo al masidao Manuel Lois Vázquez.
Publicó composiciones y artículos en el periódico O Tío Marcos da Portela, participó en las tertulias de la Cova Céltica y en la constitución de la Liga Gallega.
Se le dedicó el Día de las Letras Gallegas de 2001.

## Obras

### Poesía
- Folerpas (1894)
- Raza e terra (1921)
- Oraciós campesiñas (1927)

### Diccionarios
- Diccionario enciclopédico gallego-castellano